# MyBB
MyBB (MyBulletinBoard) é um software de sistema de fóruns (bulletin board system) desenvolvido pelo grupo MyBB, é escrito utilizando as linguagens PHP e MySQL, está licenciado como um software livre sob uma GNU Lesser General Public License.